# Tiberius Claudius Valerius
Tiberius Claudius Valerius war ein im 2. Jahrhundert n. Chr. lebender Angehöriger des römischen Ritterstandes (Eques).
Aufgrund einer unvollständig erhaltenen Inschrift, die auf 131/170 datiert wird, wird vermutet, dass Valerius Präfekt einer Cohors Dalmatarum gewesen ist.